# Otto Schenk
Pour les articles homonymes, voir Schenk.
Otto Schenk, né le 12 juin 1930 à Vienne et mort le 9 janvier 2025 dans le Salzkammergut, est un comédien, cabarettiste et metteur en scène autrichien. 

## Biographie
Otto Schenk naît de parents catholiques, mais comme ses grands parents paternels étaient juifs, après l'Anschluss en 1938 en Autriche, son père subit les lois de Nuremberg et perd son poste de juriste.
Il étudie la comédie au Max Reinhardt Seminar, puis commence sa carrière à Vienne au Theater in der Josefstadt et au Volkstheater, ainsi qu'au cabaret Simpl (de). À partir de 1953, il dirige plusieurs représentations au théâtre de Vienne. En 1957, il met en scène son premier opéra : La Flûte enchantée de Mozart au Salzburger Landestheater. Durant sa carrière, il a joué et mis en scène dans les théâtres et opéras les plus célèbres du monde : au Burgtheater de Vienne, au Kammerspiele de Munich, au Wiener Staatsoper, au Metropolitan Opera de New York, à la Scala de Milan et au Royal Opera House de Londres. On peut aussi citer le Deutsche Oper Berlin, le Bayerische Staatsoper ou l'Opéra d'État de Hambourg.
En 1956, il épouse Renée Michaelis, qu'il avait rencontrée au Reinhardt Seminar, et en 1957 naît leur fils Konstantin.
De 1986 à 1988, il fait partie du conseil d'administration du Festival de Salzbourg, et de 1988 à 1997, il est directeur avec Robert Jungbluth du Theater in der Josefstadt. En 2009, il reçoit le prix Anton Seidl de la Wagner Society of New York pour ses interprétations de Wagner.
Otto Schenk est également connu pour ses soirées de lecture sous le titre « Sachen zum Lachen », dont il existe de nombreux enregistrements.

## Mises en scènes

### Opéra
- 1957 : La Flûte enchantée, Landestheater Salzburg
- 1962 : Lulu, Wiener Staatsoper, Durchbruch
- 1964 : L'Heure espagnole, Wiener Volksoper (chef d'orchestre : Peter Maag, avec Mimi Coertse, Michel Senechal, Oskar Czerwenka et Marcel Cordes. La représentation a été filmée pour la télévision autrichienne)
- 1966 : Carmen, Wiener Staatsoper (chef d'orchestre: Lorin Maazel, avec Christa Ludwig, James King, Eberhard Waechter)
- 1966 : Les Contes d'Hoffmann, Wiener Staatsoper (chef d'orchestre: Josef Krips, avec Anja Silja/Mimi Coertse et Waldemar Kmentt).
- 1967 : Don Giovanni, Wiener Staatsoper (décors et costumes: Luciano Damiani, chef d'orchestre : Josef Krips, avec Cesare Siepi, Gundula Janowitz/Mimi Coertse, Peter Schreier/William Blankenship, Sena Jurinac/Wilma Lipp, Erich Kunz/Wladimiro Ganzarolli, Graziella Sciutti/Renate Holm, Heinz Holecek/Herbert Lackner et Franz Crass/Gottlob Frick)
- 1968 : Der Rosenkavalier, Wiener Staatsoper (décors : Rudolf Heinrich, costumes: Erni Kniepert, chef d'orchestre : Leonard Bernstein)
- 1970 : Fidelio, Theater an der Wien puis Wiener Staatsoper (décors : Günther Schneider-Siemssen, chef d'orchestre : Leonard Bernstein)
- 1972 : Der Rosenkavalier, Munich (décors et costumes: Jürgen Rose)
- 1972 : Die lustige Witwe, Francfort (avec entre autres Anja Silja, Harald Serafin, Franz Muxeneder, chef d'orchestre : Christoph von Dohnányi)
- 1972 : La Chauve-souris, Frosch
- 1974 : Les Noces de Figaro, Scala de Milan (décors : Günther Schneider-Siemssen, costumes : Leo Bei, chef d'orchestre : Claudio Abbado, avec Mirella Freni, Daniela Mazzucato, Teresa Berganza, José van Dam)
- 1978 : Tannhäuser, Metropolitan Opera
- 1981 : Andrea Chénier, Wiener Staatsoper (décors : Rolf Glittenberg, costumes : Milena Canonero, chef d'orchestre: Nello Santi, avec Plácido Domingo)
- 1981 : Baal de Friedrich Cerha, Salzburger Festspiele (première) puis Wiener Staatsoper (décors et costumes: Rolf Langenfass, avec Theo Adam)
- 1983 : Der Freischütz, Bregenzer Festspiele
- 1986 : Der Ring des Nibelungen, Metropolitan Opera (décors : Günther Schneider-Siemssen, costumes : Rolf Langenfass, chef d'orchestre : James Levine)
- 1986 : Manon Lescaut, Wiener Staatsoper (décors et costumes: Rolf Langenfass, chef d'orchestre: Giuseppe Sinopoli, avec Mirella Freni, Peter Dvórsky, Bernd Weikl)
- 1988 : La Flûte enchantée, Wiener Staatsoper (décors et costumes: Yannis Kokkos, chef d'orchestre: Nikolaus Harnoncourt, avec Jerry Hadley, Mikael Melbye, Matti Salminen, Luciana Serra, Hermann Prey)
- 2006 : Don Pasquale, Metropolitan Opera (décors et costumes: Rolf Langenfass, chef d'orchestre: Maurizio Benini, avec Anna Netrebko, Juan Diego Flórez et Simone Alaimo)

### Théâtre
- 1973 : Roméo et Juliette, Munich, Residenztheater (avec Klaus Maria Brandauer et Christiane Schröder)
- 1973 : La Nuit des rois,  Salzburger Festspiele (avec Josef Meinrad, Sabine Sinjen, Helmuth Lohner, Christiane Hörbiger et Christine Ostermayer)

## Rôles au théâtre
- 1952 : Martin / Falk dans Die Träume von Schale und Kern de Johann Nestroy, Salzburger Festspiele, mise en scène: Axel von Ambesser
- 1962 : Lorenz dans Der Bauer als Millionär de Ferdinand Raimund, Salzburger Festspiele, mise en scène: Rudolf Steinboeck
- 1962 : Mit besten Empfehlungen de Hans Schubert, Kammerspiele, mise en scène : Hans Hollmann (de)
- 1963 : Kellner dans Le Temps des cerises de Jean-Louis Roncoroni
- 1963 : Wladimir dans En attendant Godot de Samuel Beckett
- 1966 : Thisbe dans Le Songe d'une nuit d'été de William Shakespeare, Salzburger Festspiele, mise en scène: Leopold Lindtberg
- 1974 : Theodor dans Der Unbestechliche de Hugo von Hofmannsthal, Theater in der Josefstadt, mise en scène: Ernst Haeusserman
- 1976 : Plutzerkern dans Der Talisman de Johann Nestroy, Salzburger Festspiele, mise en scène: Otto Schenk
- 1978 : Teufel dans Jedermann de Hugo von Hofmannsthal, Salzburger Festspiele, mise en scène: Ernst Haeusserman
- 1982 : Gluthammer dans Der Zerrissene de Johann Nestroy, Salzburger Festspiele, mise en scène: Otto Schenk
- 1984 : rôle-titre dans Der Bockerer de Ulrich Becher et Peter Preses, Münchner Volkstheater
- 1987 : Fortunatus Wurzel dans Der Bauer als Millionär de Ferdinand Raimund, Salzburger Festspiele, mise en scène: Jürgen Flimm
- 1988 : Nat dans Ich bin nicht Rappaport de Herb Gardner, Theater in der Josefstadt
- 1989 : Schnoferl dans Das Mädl aus der Vorstadt de Johann Nestroy, Salzburger Festspiele, mise en scène: Jürgen Flimm
- 1991 : Salieri dans Amadeus de Peter Shaffer, Theater in der Josefstadt
- 1991 : Berühmter Mann dans Der Schwierige de Hugo von Hofmannsthal, Salzburger Festspiele, mise en scène: Jürgen Flimm
- 1991 : Teufel dans Jedermann de Hugo von Hofmannsthal, Salzburger Festspiele, mise en scène: Gernot Friedel
- 1993 : rôle-titre dans Der Bockerer de Ulrich Becher et Peter Preses, Theater in der Josefstadt
- 1993 : rôle-titre dans L'Avare de Molière, Theater in der Josefstadt
- 1993 : Josef Bieder dans Die Sternstunde des Josef Bieder de Eberhard Streul et Otto Schenk, Theater in der Josefstadt
- 1995 : Potasch dans Potasch und Perlmutter de Montague Marsden Glass, Kammerspiele, mise en scène: Alexander Waechter
- 1996 : Herr von Rappelkopf dans Der Alpenkönig und der Menschenfeind de Ferdinand Raimund, Salzburger Festspiele, mise en scène: Peter Stein
- 1996 : Grillparzer dans Pornoladen de Peter Turrini, Rabenhof Theater, mise en scène: Georg Schmiedleitner
- 1999 : Willie Clark dans Sonny Boys de Neil Simon, Kammerspiele, mise en scène: Gernot Friedel
- 1999 : Josef Pribil dans Josef und Maria de Peter Turrini, Theater in der Josefstadt, mise en scène: Peter Turrini
- 2000 : Le grand-père dans Der verkaufte Großvater de Anton Hamik, Kammerspiele, mise en scène: Thaddäus Podgorski
- 2000 : Ulrik Brendel dans Rosmersholm de Henrik Ibsen, Burgtheater (Akademietheater), mise en scène: Peter Zadek
- 2001 : Niklaus Zettel dans Le Songe d'une nuit d'été de William Shakespeare, Theater in der Josefstadt, mise en scène: Janusz Kica
- 2001 : Peter Dickkopf dans Heimliches Geld, heimliche Liebe de Johann Nestroy, Theater in der Josefstadt, mise en scène: Karlheinz Hackl
- 2002 : Tito Merelli dans Othello darf nicht platzen de Ken Ludwig (en), Kammerspiele, mise en scène: Gernot Friedel
- 2003 : Davies in Der Hausmeister de Harold Pinter, Theater in der Josefstadt, mise en scène: Alexander Waechter
- 2003 : Siggi Grünebaum dans Kanari de Klaus Pohl, Kammerspiele, mise en scène: Isabella Gregor
- 2004 : Argan dans Le malade imaginaire de Molière, Theater in der Josefstadt, mise en scène: Claude Stratz
- 2004 : Gabriel Brunner dans Kampl de Johann Nestroy, Theater in der Josefstadt, mise en scène: Herbert Föttinger
- 2005 : Burt dans Eine Bank in der Sonne de Ron Clark, Theater in der Josefstadt, mise en scène: Martin Zauner
- 2006 : Miss Prism dans Bunbury de Oscar Wilde, Theater in der Josefstadt, mise en scène : Hans Hollmann (de)
- 2006 : Bruscon dans Der Theatermacher de Thomas Bernhard, Theater in der Josefstadt, mise en scène: Harald Clemen
- 2007 : Alltagsgeschichten de Elisabeth T. Spira, Kammerspiele, mise en scène: Dolores Schmidinger
- 2008 : Joseph Halpern dans Halpern & Johnson de Lionel Goldstein, Kammerspiele, mise en scène: Herbert Föttinger
- 2009 : Plutzerkern dans Der Talisman de Johann Nestroy, Theater in der Josefstadt, mise en scène: Michael Gampe
- 2012 : Edek dans Chuzpe d'après le roman de Lily Brett, Kammerspiele, mise en scène: Dieter Berner
- 2013 : Forever Young de Franz Wittenbrink, Theater in der Josefstadt, mise en scène: Franz Wittenbrink
- 2014 : Hans Weiring dans Liebelei de Arthur Schnitzler, Theater in der Josefstadt, mise en scène: Alexandra Liedke

## Filmographie

### Acteur
- 1955 : Dunja de Josef von Báky
- 1958 : Die Alkestiade de Hans Schweikart (TV)
- 1960 : Der brave Soldat Schwejk de Axel von Ambesser
- 1961 : Der Bauer als Millionär de Rudolf Steinboeck
- 1962 : Mit den besten Empfehlungen de Herbert Fuchs et Hans Hollmann (de) (TV)
- 1962 : Anatol de Otto Schenk (TV)
- 1962 : Das haben die Mädchen gern de Kurt Nachmann
- 1963 : Ein Dorf ohne Männer de Axel Corti (TV)
- 1965 : Die letzten Tage der Menschheit de Walter Davy et Leopold Lindtberg (TV)
- 1969 : Zeitvertreib de Wolfgang Lesowsky et Hermann Kutscher (TV)
- 1970 : Hier bin ich, mein Vater de Ludwig Cremer (TV)
- 1971 : Überall ist Wunderland - Erinnerungen an Joachim Ringelnatz de Kurt Wilhelm (TV)
- 1971 : Der Wald de Wolfgang Glück (TV)
- 1972 : Immer Ärger mit Hochwürden de Harald Vock
- 1972 : Die Fledermaus de Otto Schenk (TV)
- 1975 : Alte Hüte aus Wien - Witziges - Spitziges - Spritziges de Kurt Wilhelm (TV)
- 1975 : Literatur de Wolfgang Glück (TV)
- 1976 : Der Talisman de Otto Schenk (TV)
- 1976 : Darf ich mitspielen? de Walter Davy (TV)
- 1978 : Vor Gericht seh'n wir uns wieder de Peter Weck (TV)
- 1978 : Six personnages en quête d'auteur (TV)
- 1979 : Das Veilchen de Otto Schenk (TV)
- 1979 : Der Unbestechliche de Ernst Hausman (TV)
- 1981 : Der lebende Leichnam de Otto Schenk (TV)
- 1984 : Der Zerrissene de Otto Schenk et Claus Homschak (TV)
- 1984 : Eine blaßblaue Frauenschrift de Axel Corti (TV)
- 1985 : Spiel im Schloß de Otto Schenk (TV)
- 1988 : Starke Zeiten de Klaudi Fröhlich, Rolf Olsen et Otto Retzer
- 1989 : Singen kann der Mensch auf unzählige Arten de Gernot Friedel (TV)
- 1989 : Das Mädl aus der Vorstadt de Claus Homschak (TV)
- 1991 : Der Schwierige(TV)
- 1992 : Immer Ärger mit Nicole de Frank Strecker
- 1992 : Duett de Xaver Schwarzenberger (TV)
- 1992 : Die Sternstunde des Josef Bieder de Dietmar Pflegerl (TV)
- 1994 : Tafelspitz de Xaver Schwarzenberger
- 1995 : Unser Opa ist der Beste de Helmuth Lohner (TV)
- 1996 : Potasch und Perlmutter de Alexander Waechter (TV)
- 1997 : Ein Schutzengel auf Reisen von Lida Winiewicz de Peter Weck (TV)
- 1997 : Mein Opa und die 13 Stühle de Helmuth Lohner (TV)
- 1999 : Late Show de Helmut Dietl
- 1999 : Ein Herz wird wieder jung de Heide Pils
- 1999 : Sonny Boys de Gernot Friedel (TV)
- 2000 : Die Verhaftung des Johann Nepomuk Nestroy de Dieter Berner (TV)
- 2001 : Zwei unter einem Dach de Peter Weck (TV)
- 2001 : Rosmersholm de Peter Zadek (TV)
- 2001 : Der verkaufte Großvater de Thaddäus Podgorski (TV)
- 2002 : August der Glückliche de Joseph Vilsmaier (TV)
- 2002 : Othello darf nicht platzen de Gernot Friedel et Georg Madeja (TV)
- 2002 : Hochwürden wird Papa de Otto Retzer (TV)
- 2005 : Kampl de Herbert Föttinger (TV)
- 2005 : Le malade imaginaire de Georg Madeja et Claude Stratz (TV)
- 2007 : Mein alter Freund Fritz de Dieter Wedel (TV)
- 2013 : Chuzpe de Dieter Berner et Karina Fibich (TV)

### Réalisateur
- 1960-1961 : Familie Leitner (série TV de 14 épisodes)
- 1962 : Anatol (TV)
- 1963 : Hin und her
- 1964 : Die Zauberflöte (TV)
- 1964 : Die Teepuppe (TV)
- 1965 : Dame Kobold (TV)
- 1966 : Zeit der Kirchen(TV)
- 1968 : Das Telefon oder Liebe zu dritt (TV - court)
- 1968 : Der Kaufmann von Venedig (TV)
- 1971 : Liliom (TV)
- 1971 : Der Widerspenstigen Zähmung (TV)
- 1972 : Die Fledermaus (TV)
- 1973 : La ronde
- 1973 : Was Ihr wollt (TV)
- 1975 : Komtesse Mizzi (TV)
- 1975 : Viel Lärmen um nichts (TV)
- 1976 : Der Talisman (TV)
- 1977 : Arabella
- 1978 : Fidelio (TV)
- 1979 : Das Veilchen (TV)
- 1981 : Der lebende Leichnam (TV)
- 1982 : Die verkaufte Braut (TV)
- 1984 : Der Zerrissene (TV)
- 1985 : Spiel im Schloß (TV)
- 1985 : Die Hose (TV)

## Publications
- (de) Garantiert zum Lachen. Witzesammlung, Piper, 2003.
- (de) Nach außen bin ich ja viel jünger. Ein Stück aus meinem Leben, Piper, 2006.
- (de) Sachen zum Lachen. Ein Lesebuch. 16. Auflage, Piper, 2006.
- (de) Wer kocht, ist selber schuld. Angefressene Memoiren, Amalthea, 2007.
- (de) Darum das ganze Theater. Nichts ist so komisch wie das Leben, Amalthea, 2008.
- (de) Es war nicht immer komisch. Notizen aus meinen ersten 80 Jahren, Amalthea, 2010.
- (de) Warum mir so fad ist..., Amalthea, 2012.

## Récompenses et distinctions
- 2000 : Prix Nestroy de Théâtre pour l'ensemble de son œuvre

## Sources
- (de) Cet article est partiellement ou en totalité issu de l’article de Wikipédia en allemand intitulé « Otto Schenk » (voir la liste des auteurs).
- (en) « Otto Schenk » sur l'IMDb